# Hôtel de ville de Reims

Bandera

El Hôtel de ville de Reims es el edificio que alberga las instituciones municipales desde 1499.

## Historia
A una profundidad de tres metros se encontraron los restos de una casa romana (domus), pilastras y un camino que conducía a la Banque de France.
En 1499, el ayuntamiento compró un edificio en la Place du Marché-aux-Chevaux porque antes se reunía en diferentes lugares. Este edificio resultó ser demasiado angosto y la idea de construir uno se vio limitada por la falta de fondos. El pago de su deuda de 22 000 livres del duque de Guisa permitieron llevar a cabo el proyecto.
El teniente de habitantes Nicolás LEspagnol colocó la primera piedra del edificio en , fue construido por Jean Bonhomme, arquitecto de la ciudad. La primera ala de la rue des Consuls, la actual rue du Général- Sarrail, se entregó rápidamente y el Consejo se reunió allí desde 1628. Está levantado en piedra de Lagery y el campanario ya tiene una campana fundida por Pierre Roussel. Se hace una primera estatua del rey, quizás es de madera y fue destruida durante la Revolución.
La fachada fue inaugurada en 1636 por Claude LEspagnol, hermano del anterior y también lugarteniente de los habitantes. Se completó en 1818 con una nueva estatua encargada a Aimé Milhomme y en 1823 con la construcción de la torre de la esquina.

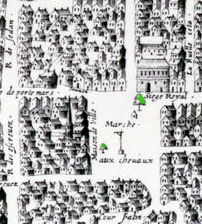
En 1618, frente a la horca y al trono real,
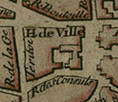
en 1775, plan de Coutans,
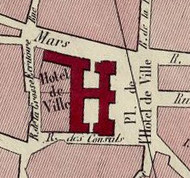
en 1844.
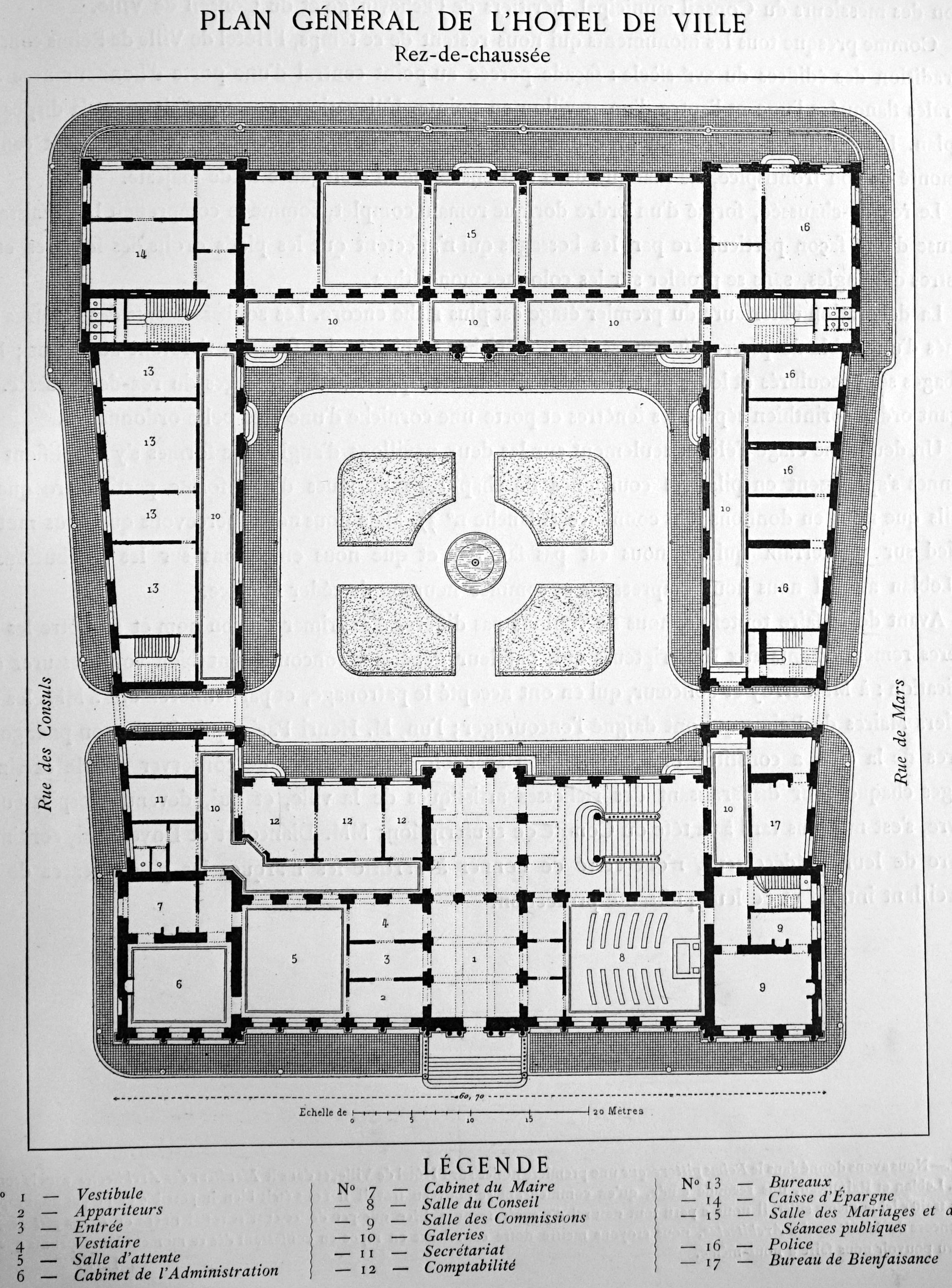
mapa de 1883.
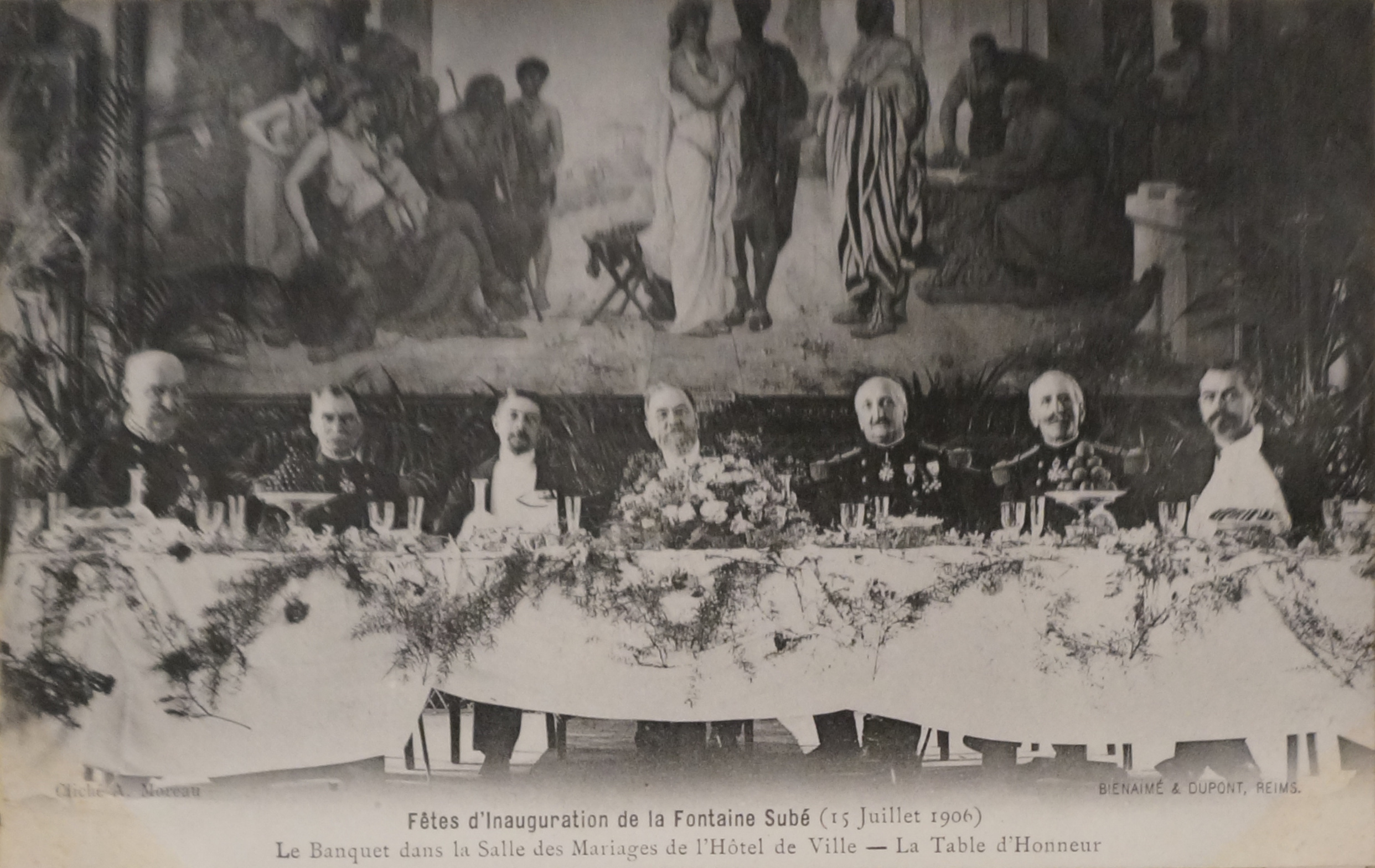
Interior en 1906, Raymond Poincaré y Adrien Pozzi ,
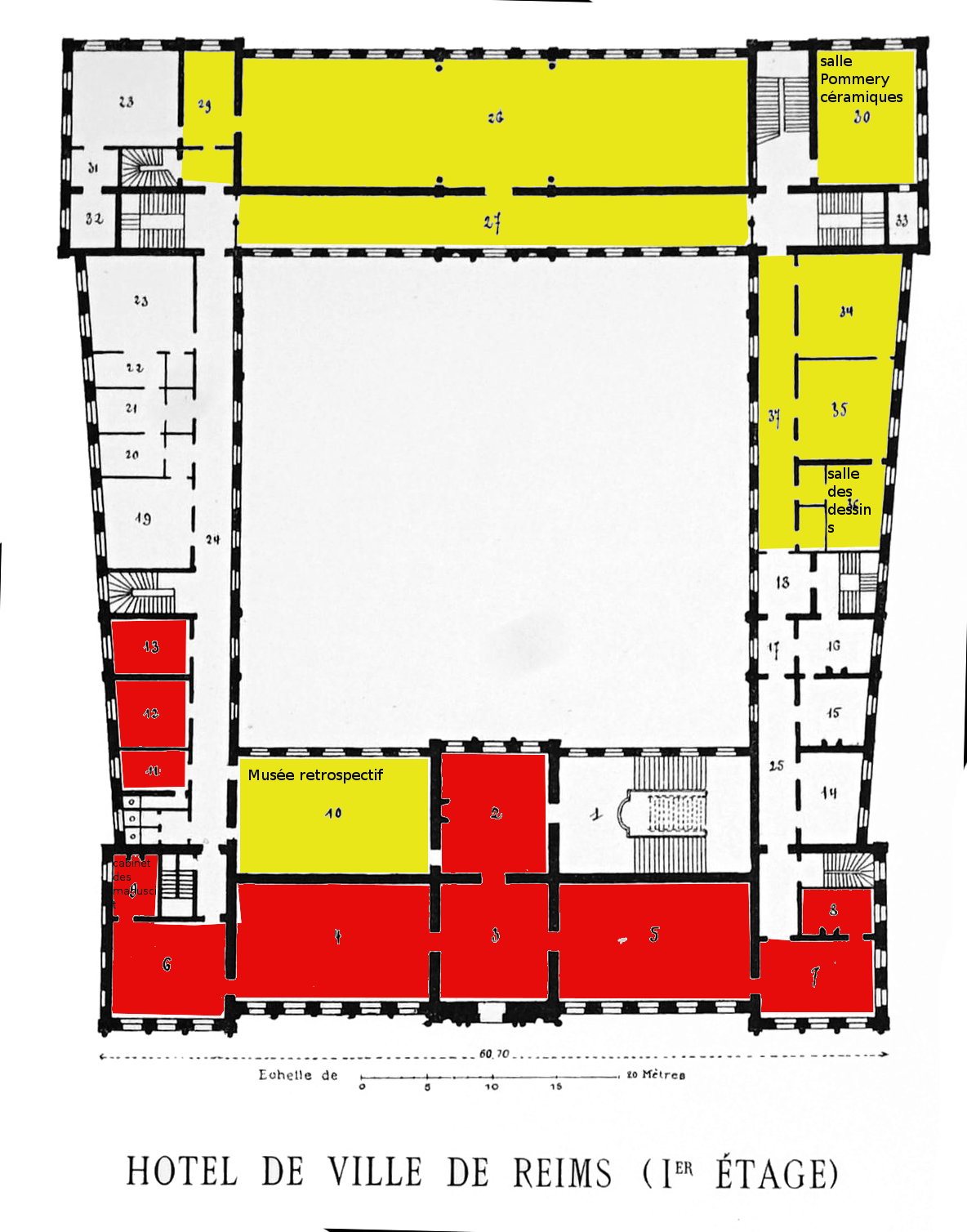
en amarillo :
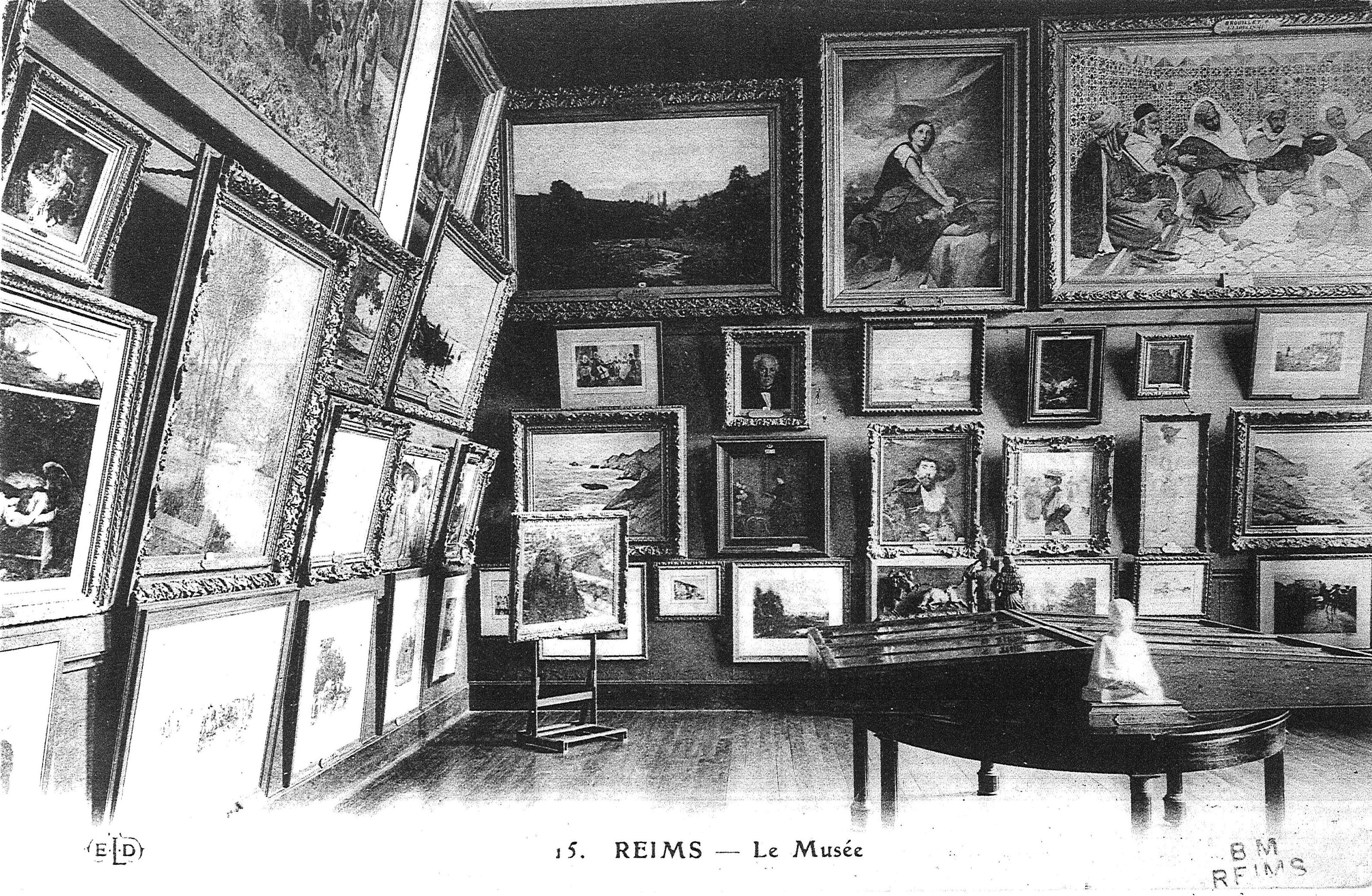
el Museo,
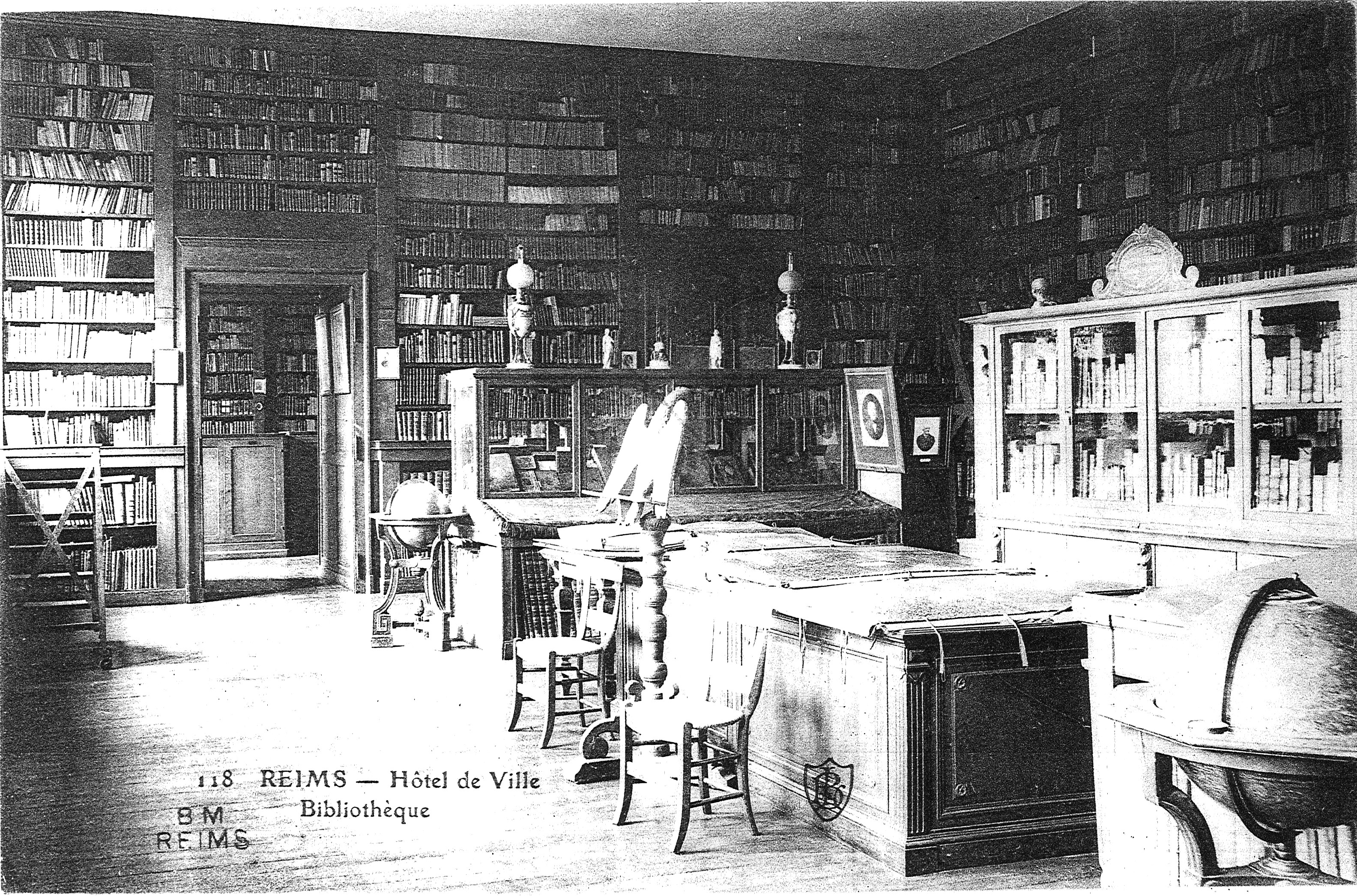
la biblioteca en rojo.

De 1820 a 23 se compran los edificios que se ubicaban en el patio actual y se ganan espesores gracias a la actividad de los arquitectos Troyon y Serrurier. En 1863 se reanudó la erección del ayuntamiento con las dos últimas alas bajo la dirección de Narcisse Brunette y su hermano Nicolás, el conjunto fue inaugurado en 1880.
Se quemó el 3 de marzo de 1917 durante la Primera Guerra Mundial y fue reconstruido; las primeras obras se iniciaron en 1924, bajo la supervisión de Bernard Humbold que fue arquitecto jefe de monumentos históricos y con los arquitectos Roger-Henri Expert y Paul Bouchette, las esculturas fueron confiadas al escultor de Reims Paul Berton Gaston Doumergue, entonces Presidente de la República, lo inauguró el.

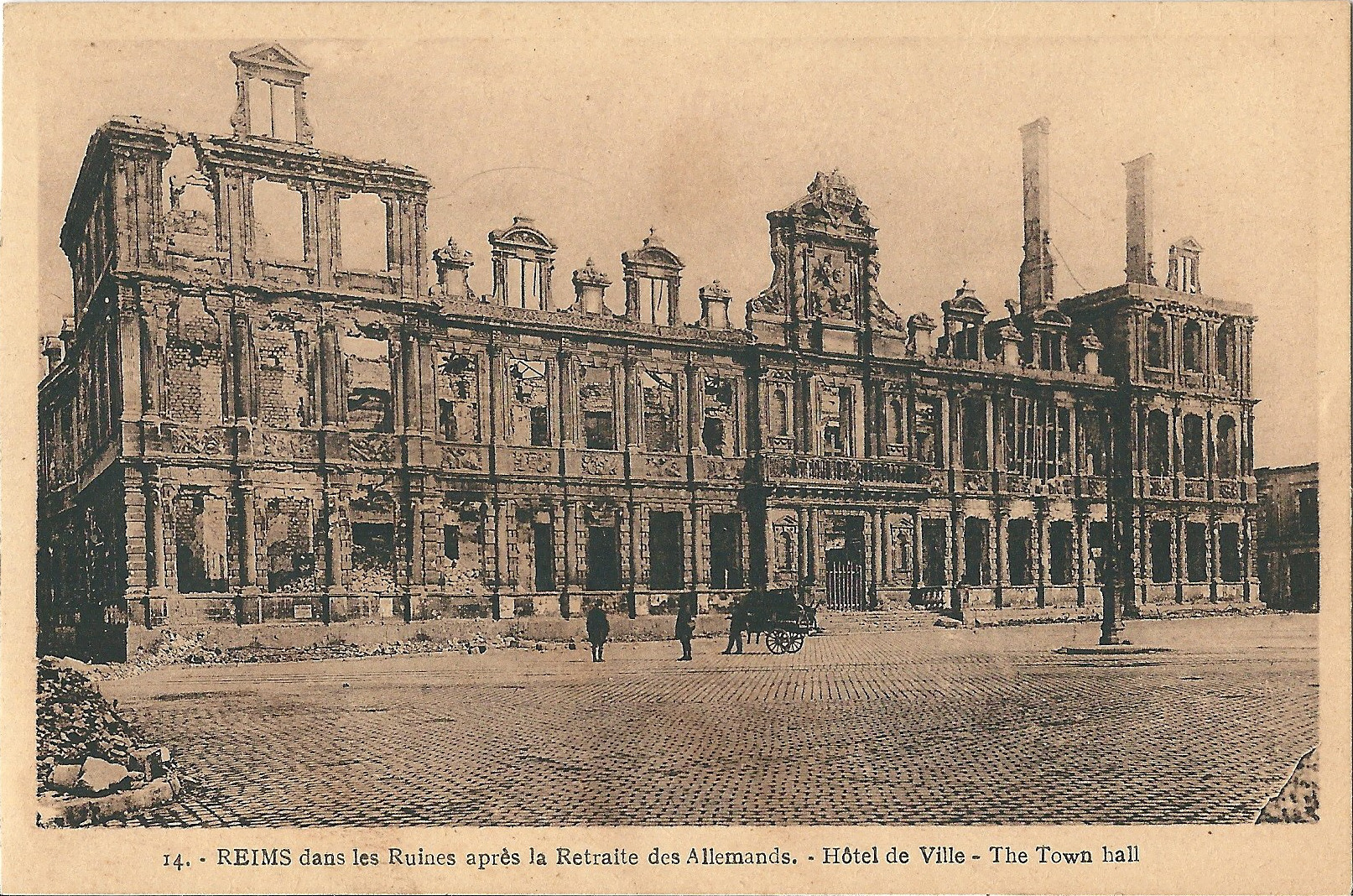
En 1920, postal
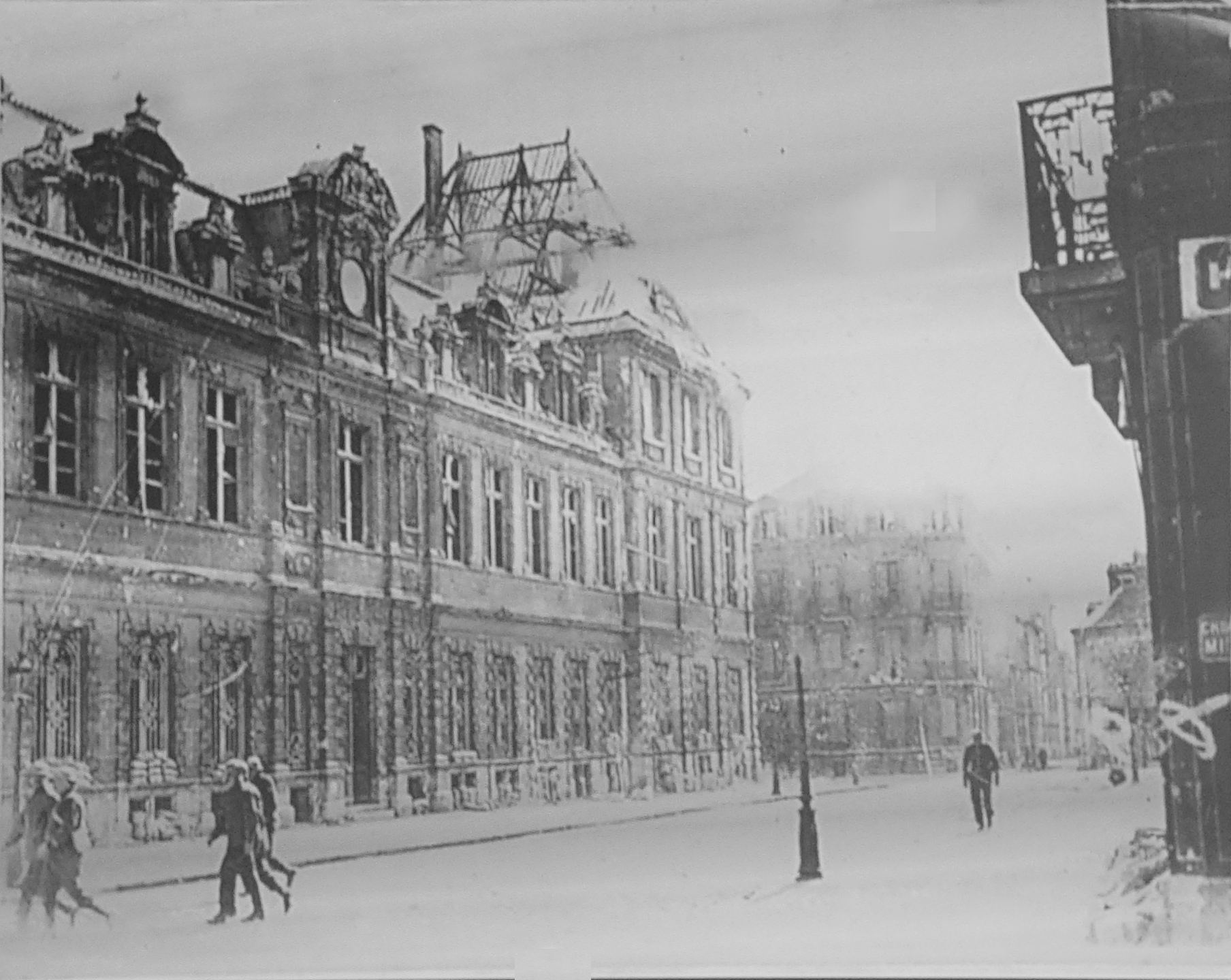
Escritorio de la rue de la Grosse, 1918 ;
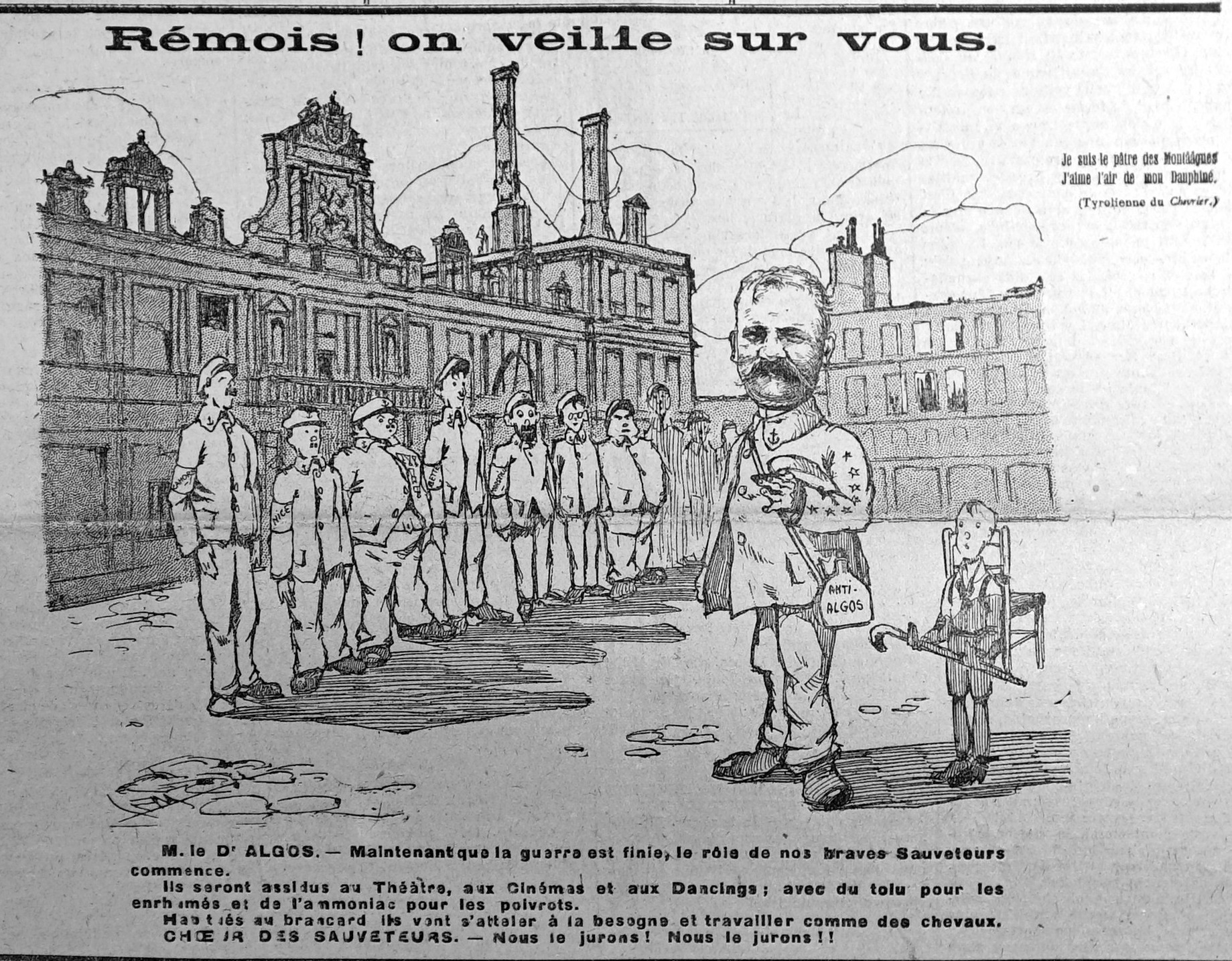
1920 en El grito de Reims ,
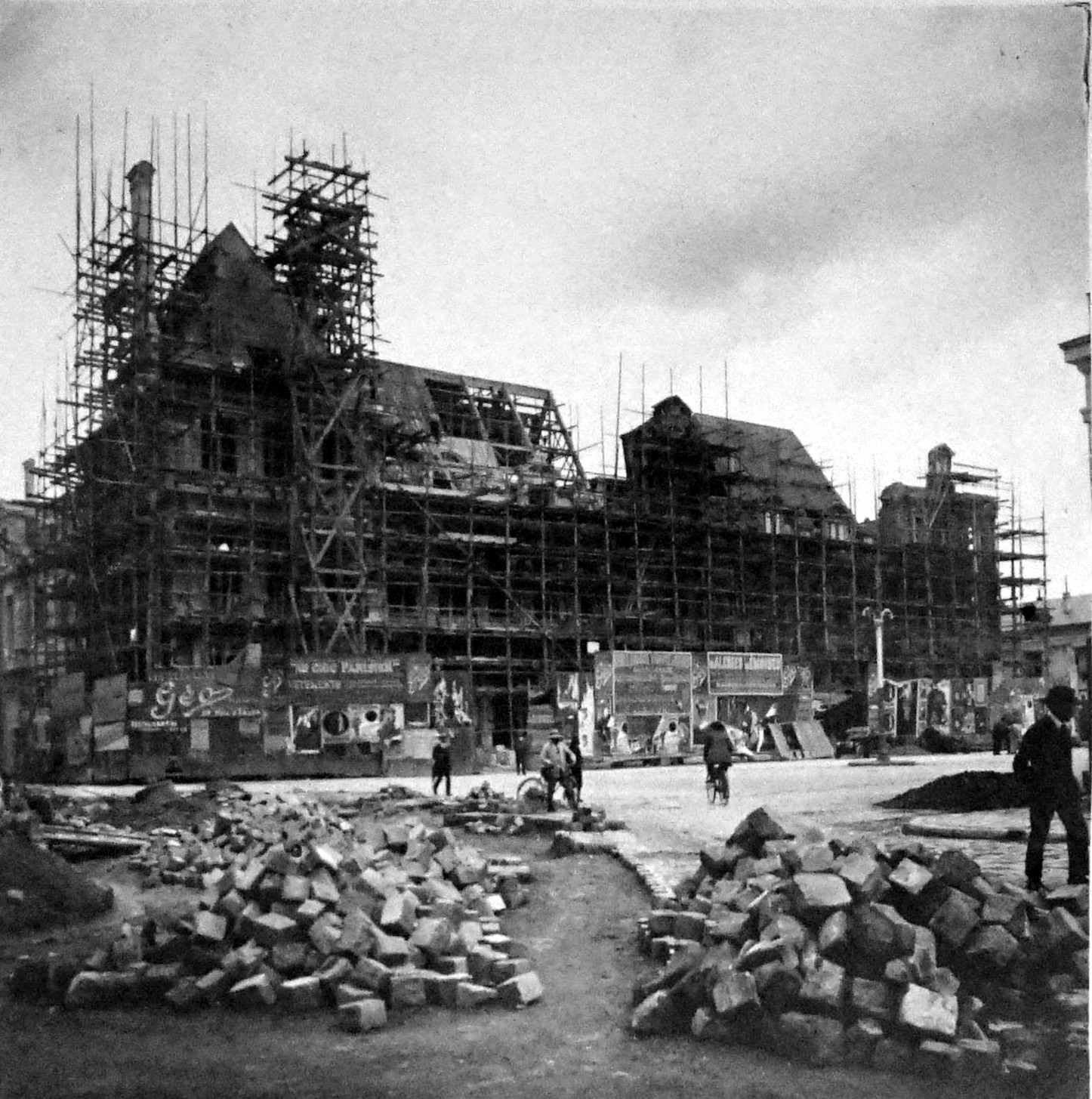
reconstruida en 1925.

Antes del incendio, el edificio había albergado un museo desde el Año III, los archivos, la Caisse d'épargne, una biblioteca desde 1764 por la confiscación de los libros del Colegio de los Jesuitas, la corte o la policía y la Cámara de Comercio, dependiendo En la época, actualmente está destinado a los servicios municipales que se extienden por la ciudad en anexos y otros servicios descentralizados (vías, zonas verdes, policía municipal. . . ).

## Arquitectura

### Descripción

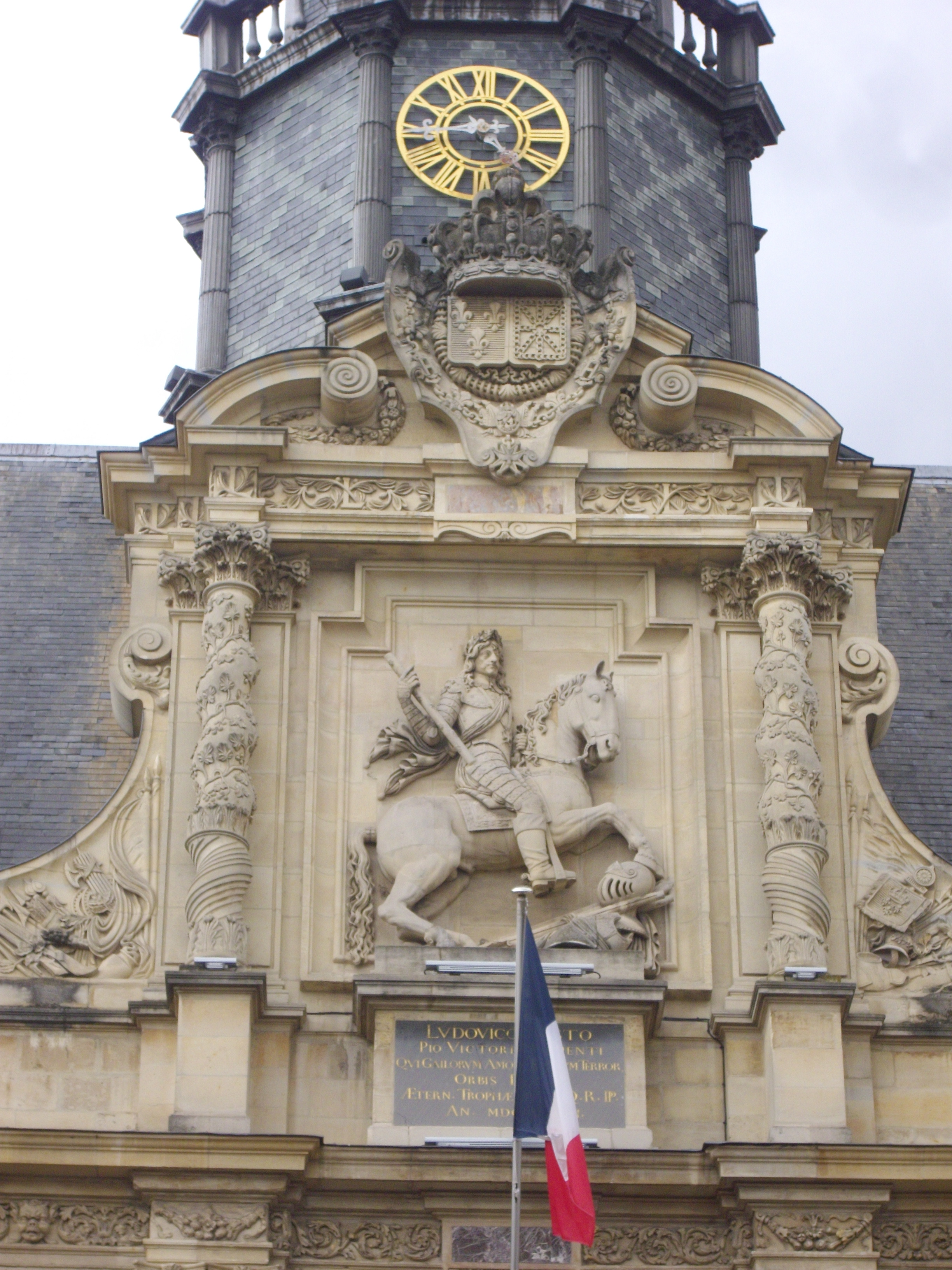
estatua ecuestre.

Es un edificio cuadrado, o casi, con cuatro alas similares que delimitan un patio que alberga una estatua de René de Saint-Marceaux que simboliza la vid y la espuma de champán. Cada ángulo está materializado por una torre cuadrada. La cubierta es de pizarra cortada.ayuntamiento de Reims<br /> La fachada orientada al sur está rematada por un campanario octogonal que tiene un reloj que marca los cuartos de hora, está formado por veinte ventanas altas en dos niveles que están rodeadas de columnas. La puerta de entrada está rodeada por cuatro nichos que nunca albergaron las estatuas previstas, solo está coronada por una estatua ecuestre de Luis XIII pisoteando a dos prisioneros. Esta estatua originalmente en bronce se encuentra actualmente en piedra debido a que la anterior fue destruida durante la Revolución . La estatua ecuestre es obra de Nicolas Jacques y debajo de una placa:

ayuntamiento de Reims
LUDIVICO. JUSTO.
PIO. VICTORIO. CLEMENTE.
OMS. GALORUM. AMOR.
HOSTIO. TERROR.
ORBIS. DELICIAE.
AETERNO. TROFEO. SPQRPP
M. CD. XXIV.

Las torres retoman la estética de la cara que extienden siendo un poco avanzadas y con un piso extra.

### Protección
El propio ayuntamiento está clasificado como Monumento Histórico en la lista de monumentos históricos de 1862 . Posteriormente se clasificaron por orden del9 mars 19229 de marzo de 1922 . Finalmente, el suelo del lugar fue objeto de una clasificación por decreto de la4 juin 19524 de junio de 1952.

### Bajorrelieves
En la fachada, los bajorrelieves entre las ventanas se realizaron entre 1853 y 1856.

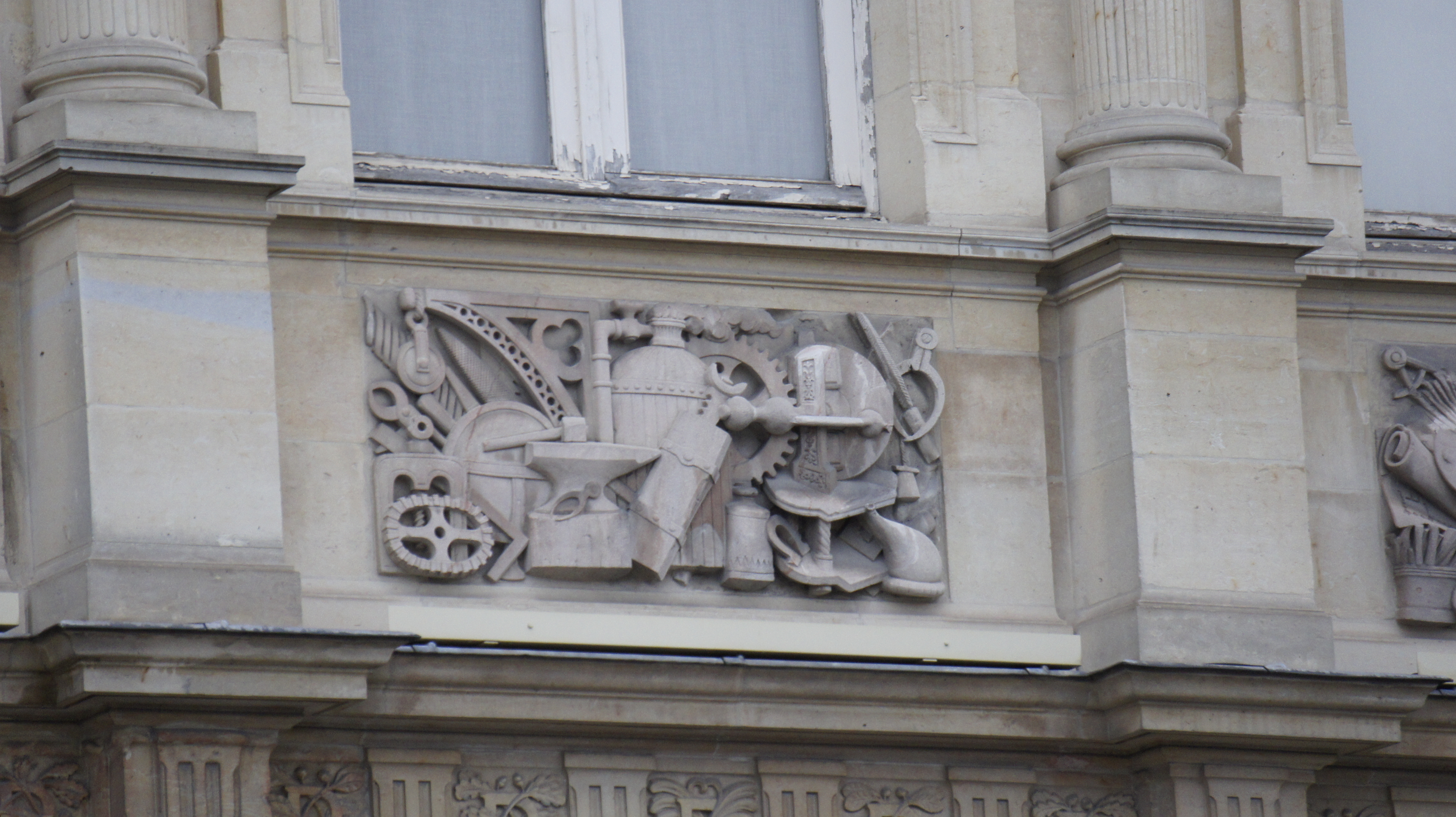
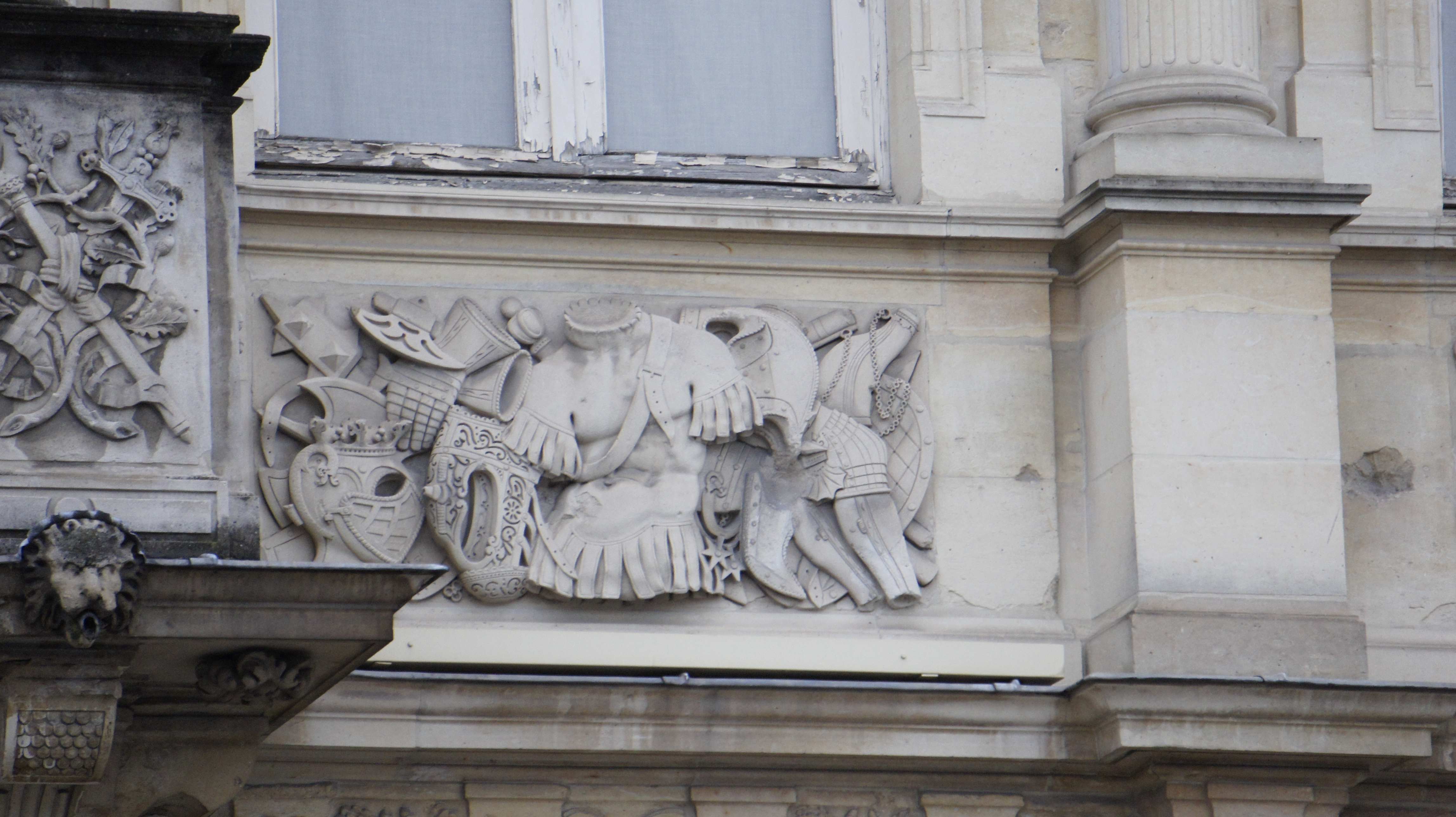
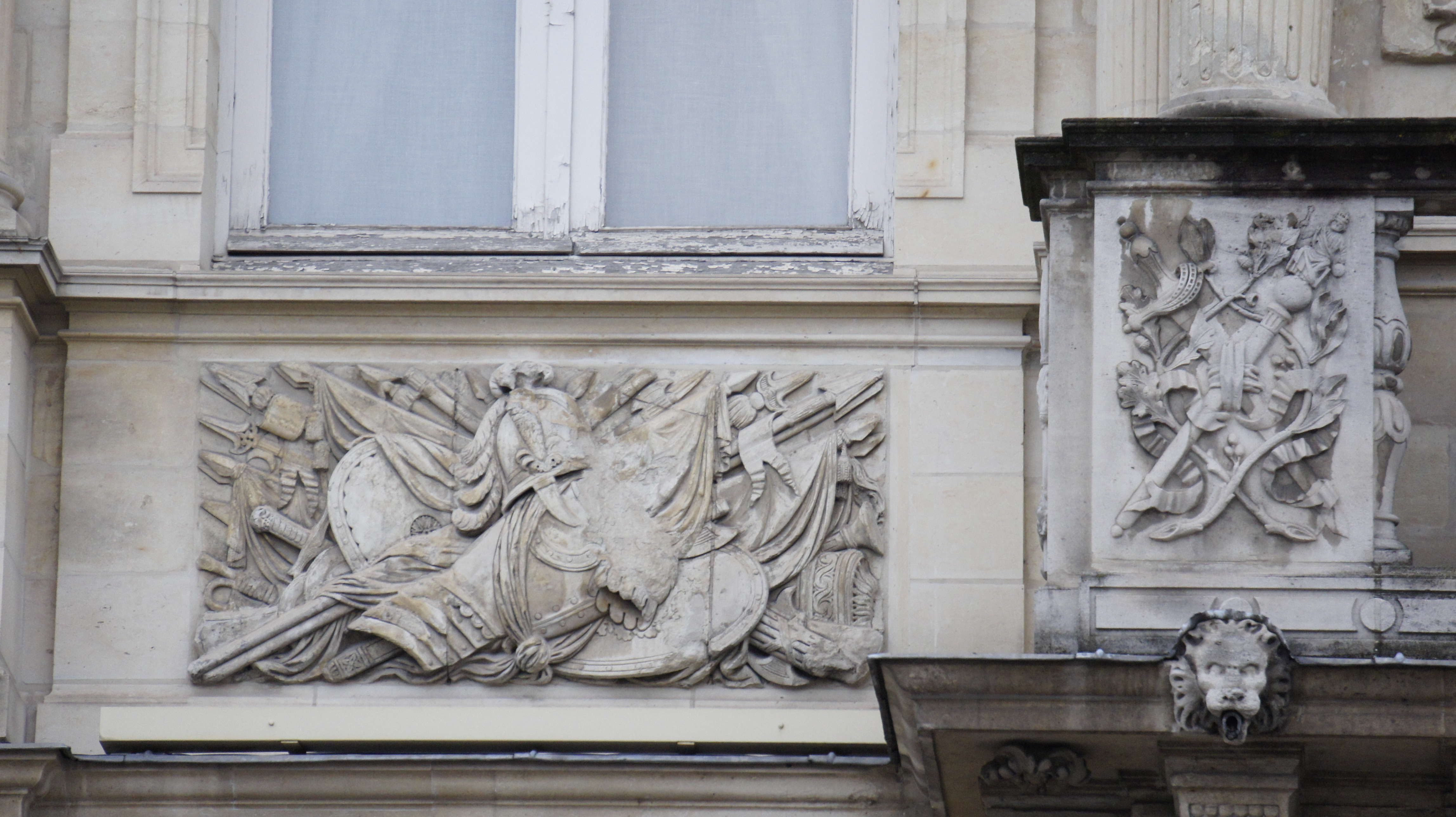

### Salón
Se ha cuidado especialmente el gran salón en lo alto de la escalera principal con su balcón a la plaza y una cuidada decoración. Un órgano en la parte este y una serie de pinturas en su pared interior. Muchas esculturas se colocan entre las pinturas, pero también en el extremo occidental de la sala y sobre las ventanas.

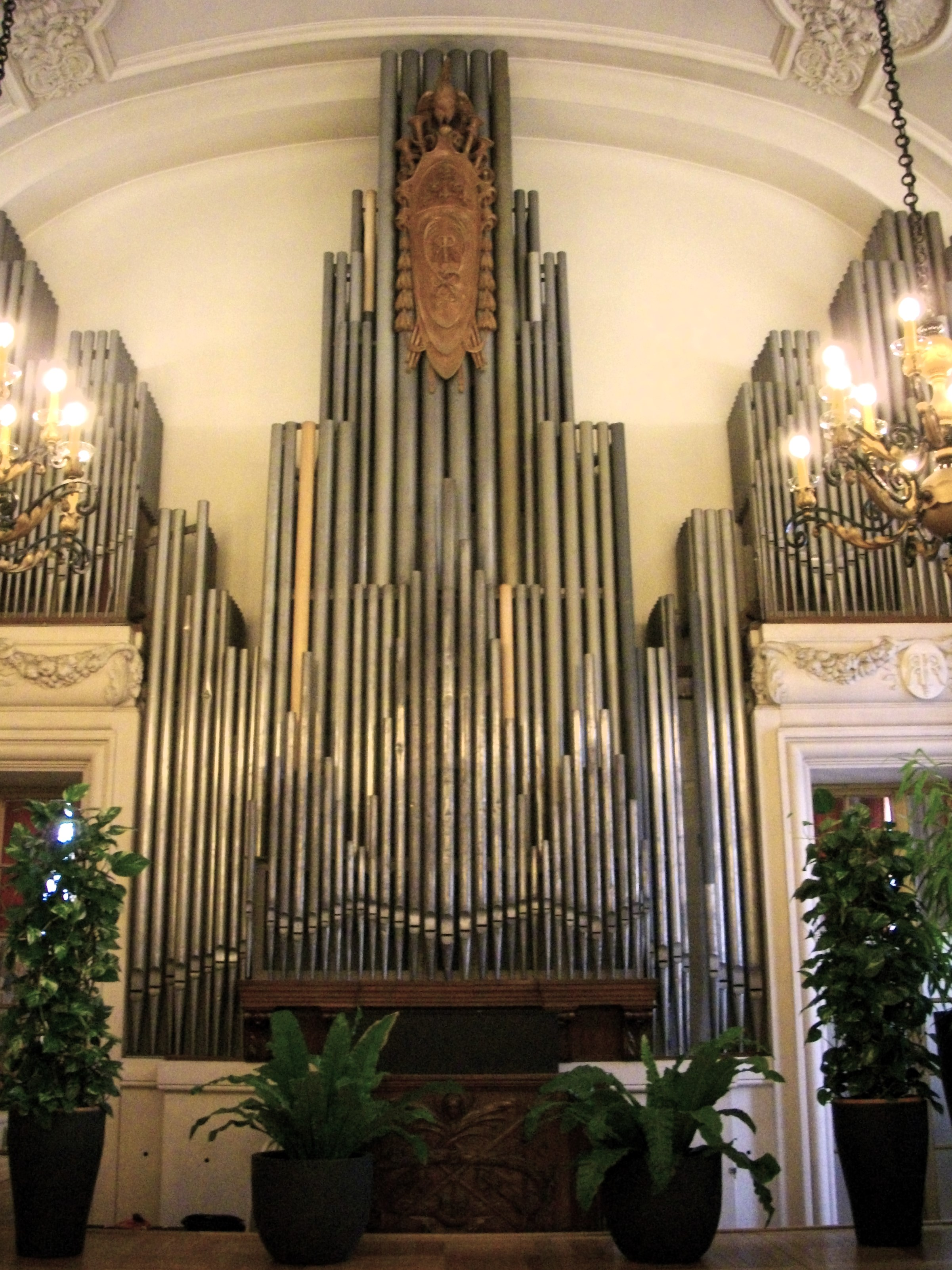
órganos,
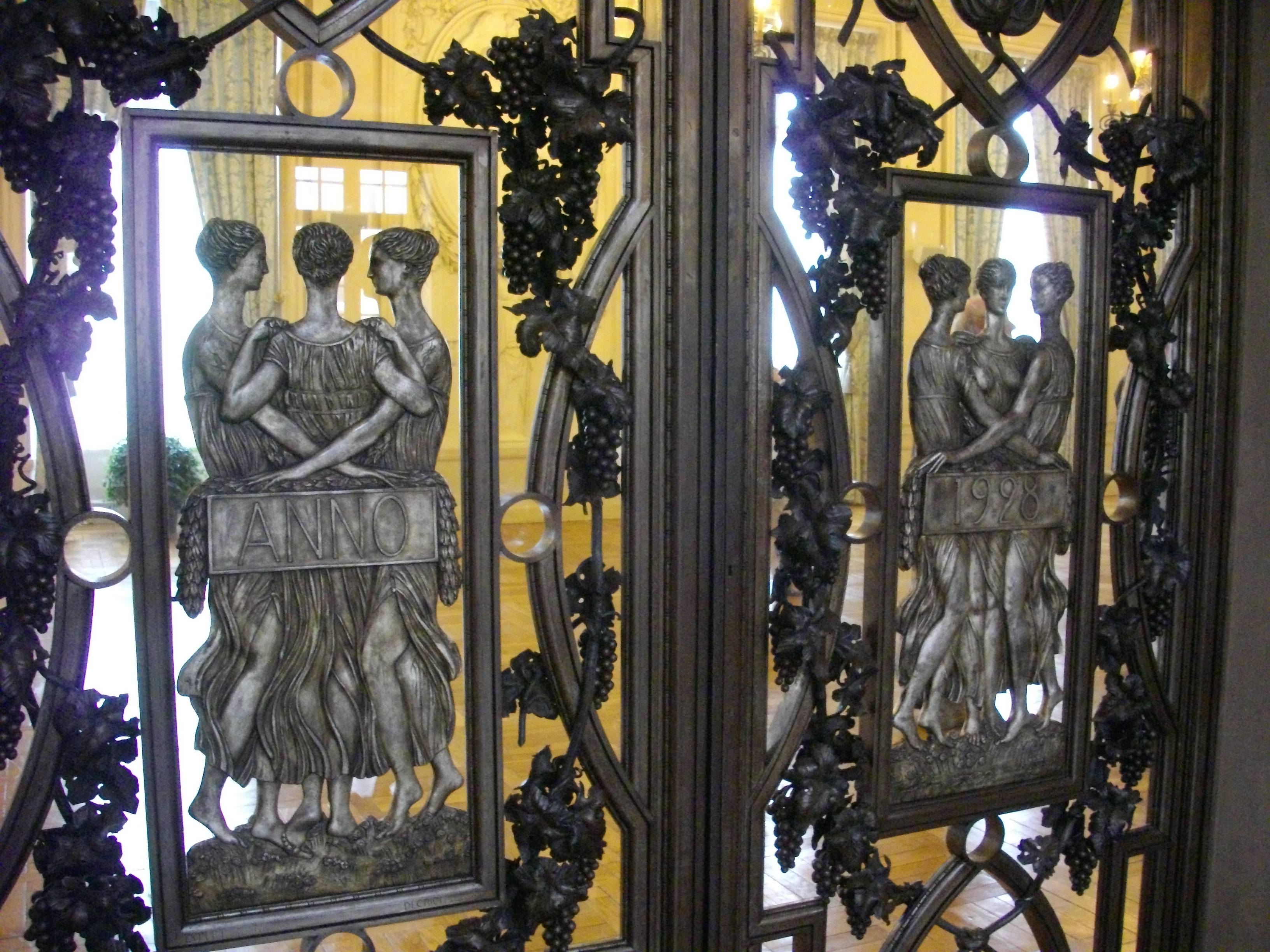
detalle de la puerta,
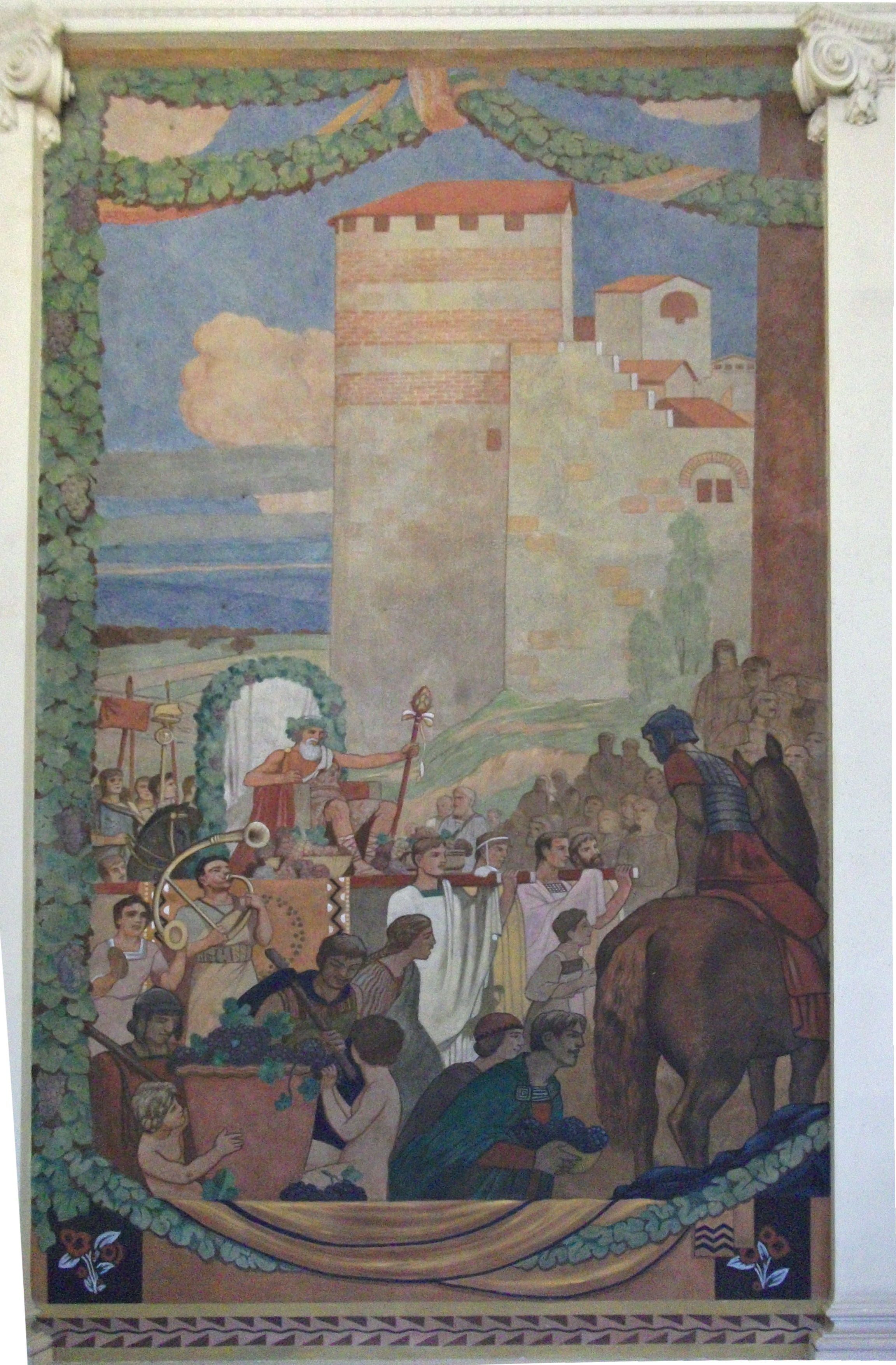
pintar,
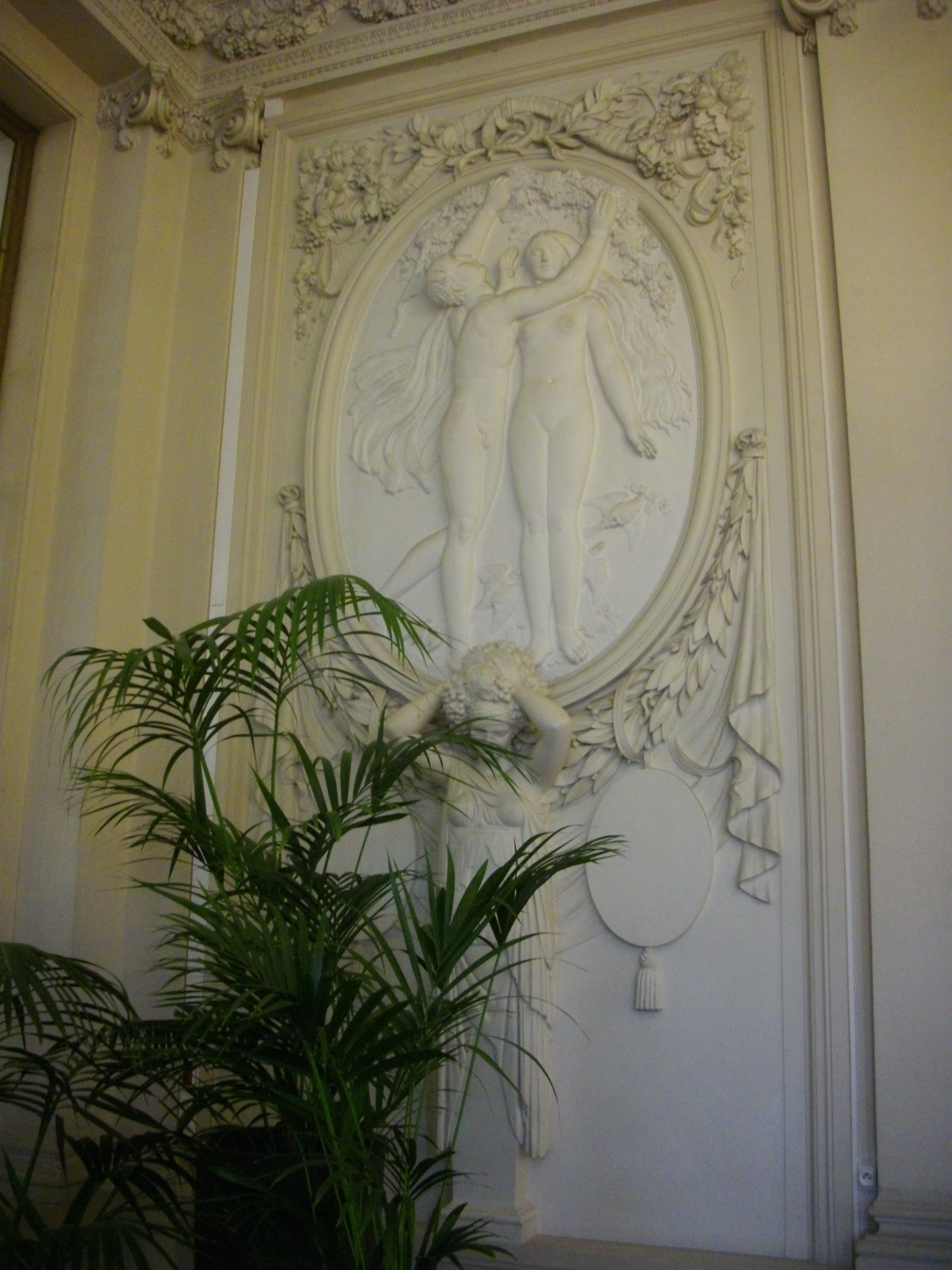
escultura.
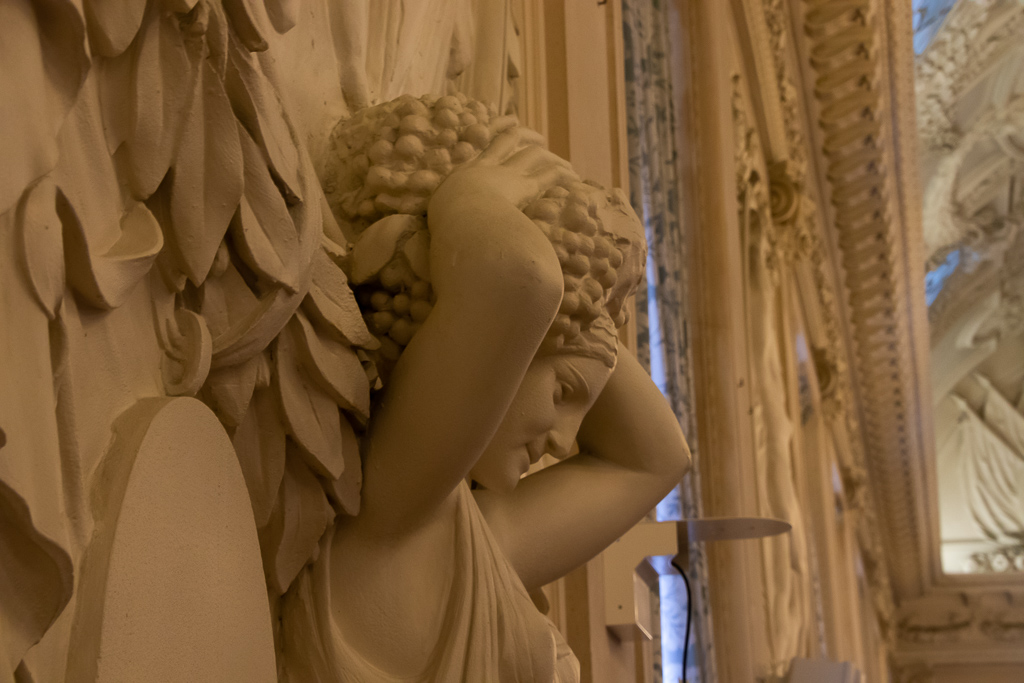
Estatua.

## Bonhomme, una familia de arquitectos de Reims
Se pueden encontrar rastros, en los documentos de la ciudad de los contratos aprobados para la construcción del ayuntamiento, también trabajó en las murallas y las puertas de la ciudad. Hay otro arquitecto Jean Bonhomme que trabajó en 1707 para la construcción del claustro de la abadía de Saint-Remi. Pero todavía en 1747 un Nicolás que trabajó en la restauración de la catedral.

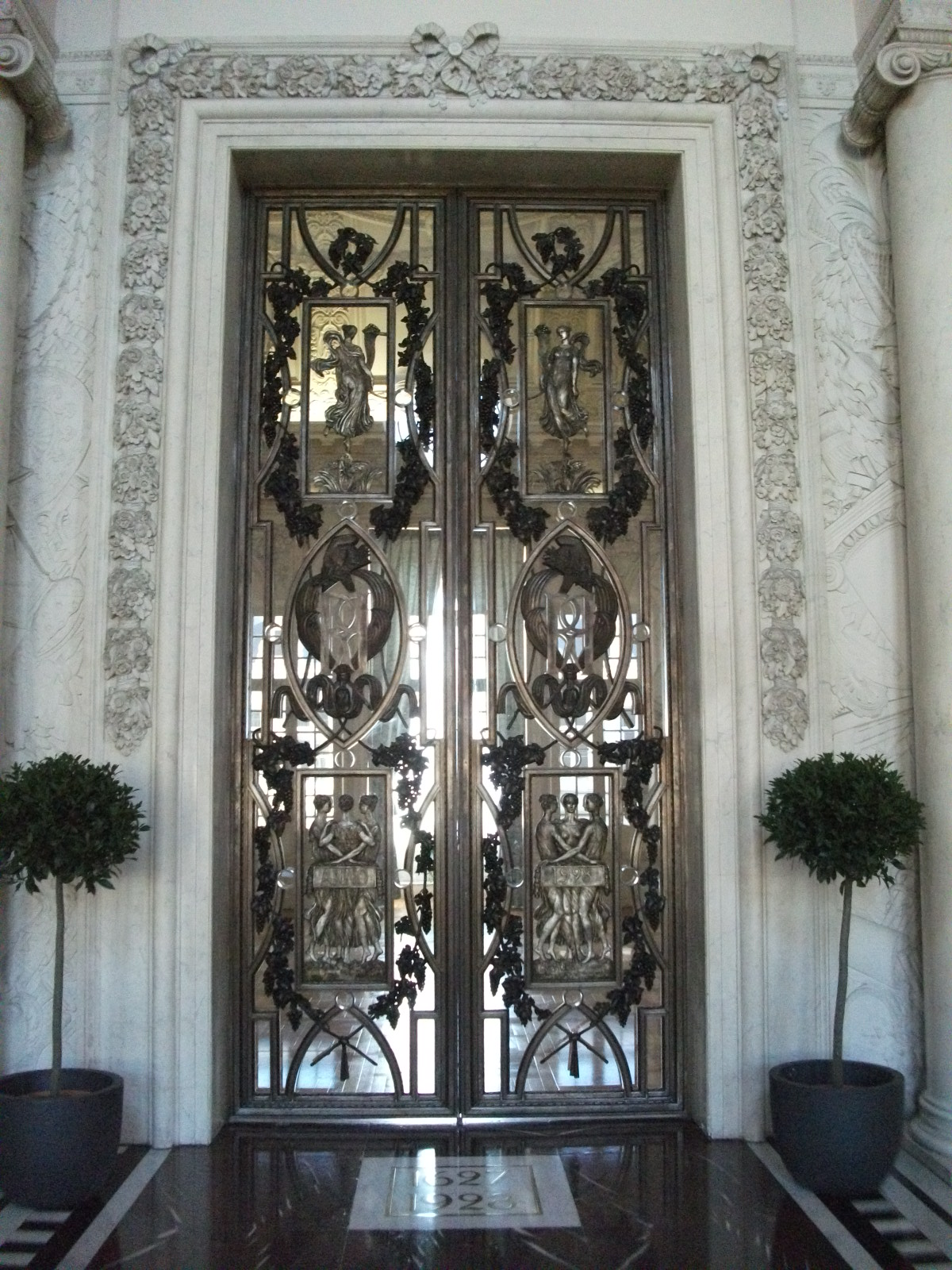
Puerta del hall de entrada.
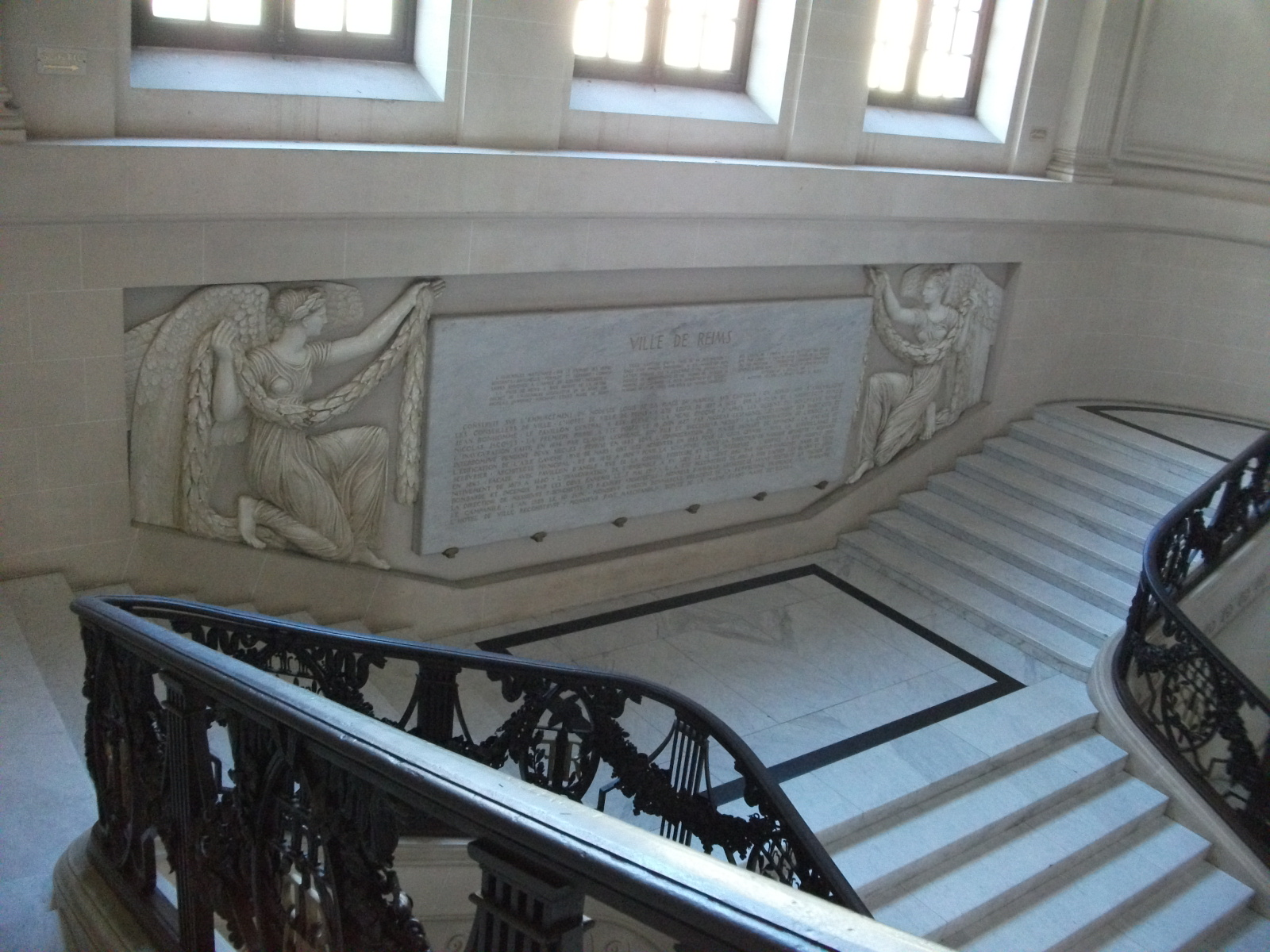
Escalera de honor.
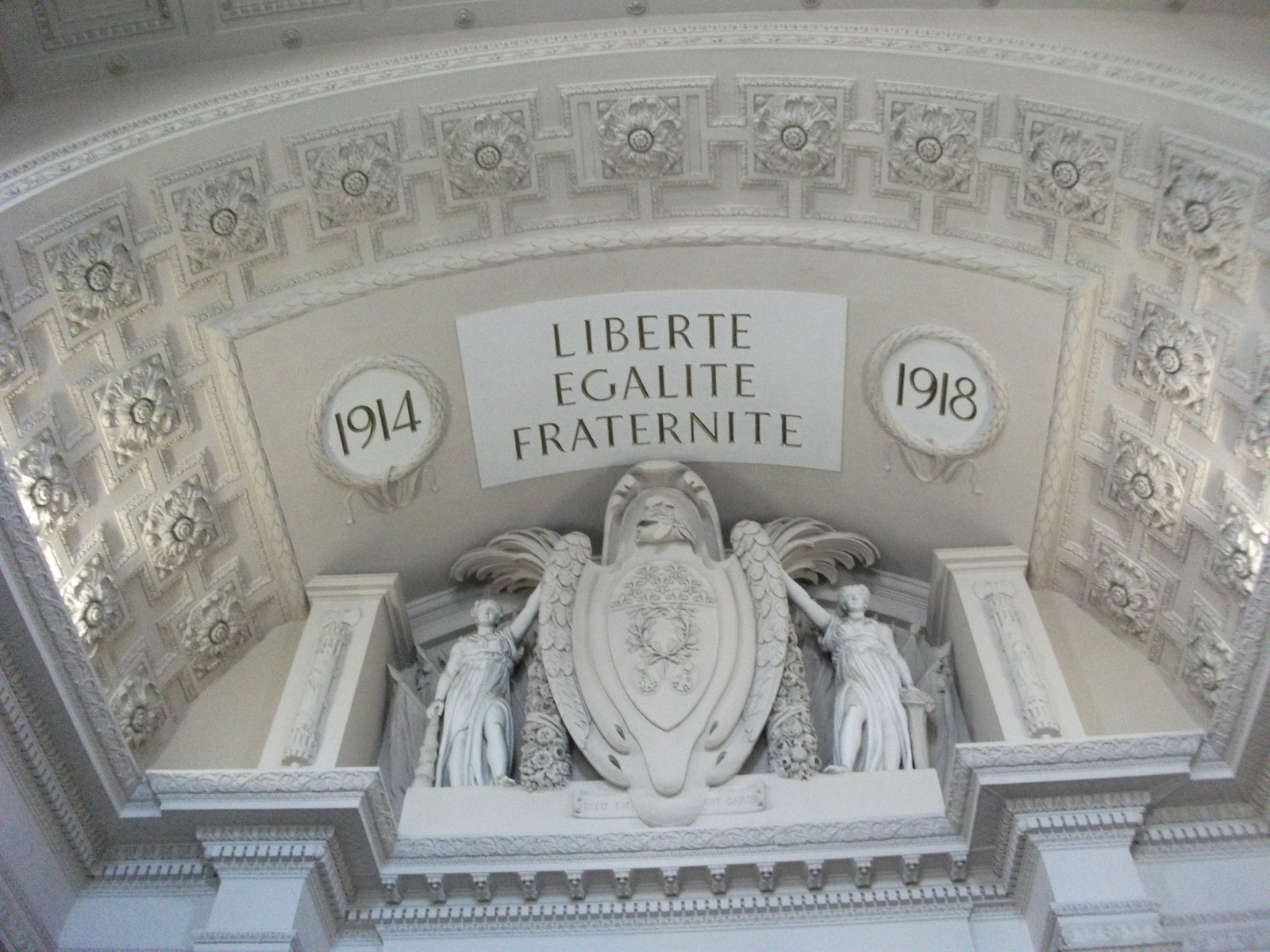
Lema y reconstrucción tras su destrucción en la Primera Guerra Mundial.
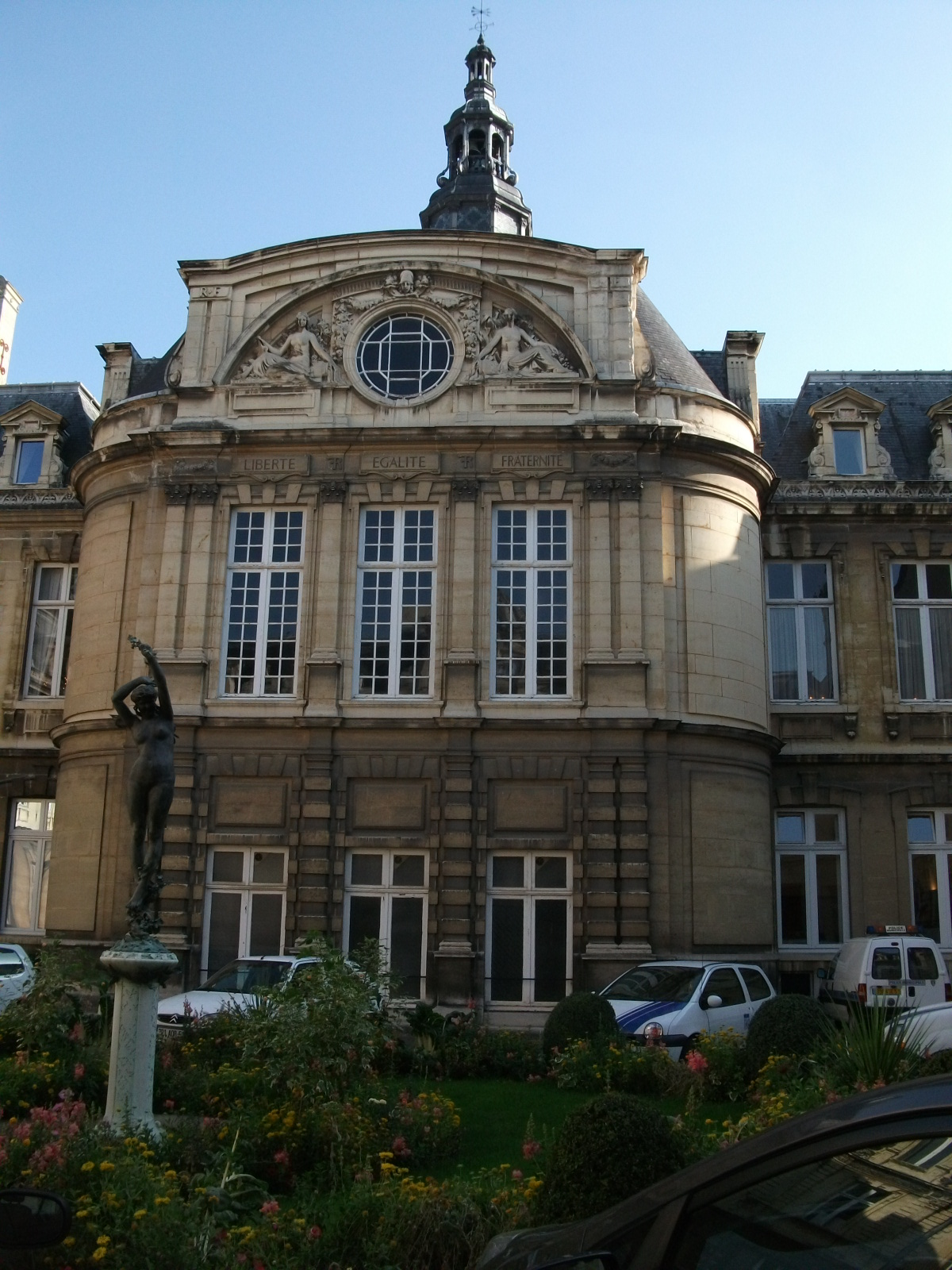
patio interior, ala sur.
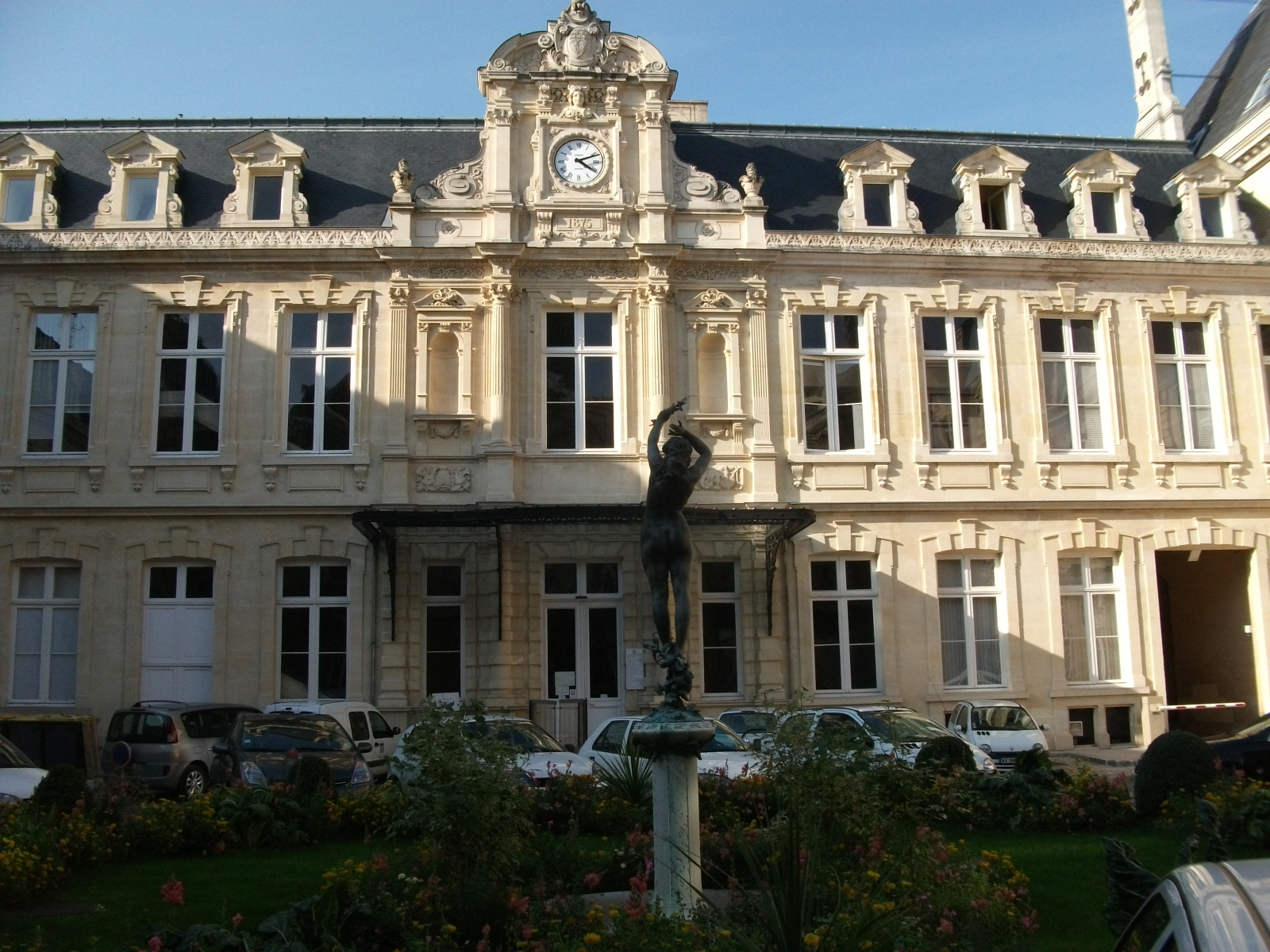
patio interior, ala norte.

## Pinturas
En el edificio se puede ver una colección de pinturas de los alcaldes de Reims.

## Grandes órganos
En el Salon d'Honneur (o Salón de Ceremonias) se encuentran los Grandes Órganos. Este es un monumento único, es el Órgano de la República, el único que se construyó para un ayuntamiento en Francia (El ayuntamiento de Villeurbanne también tiene un órgano, pero era la base de un Órgano de Salón, no era destinado al ayuntamiento de base). Este instrumento Art-Deco es obra del organero Rémois Fortin (uno de los sucesores de la firma belga-francesa Merklin). Construido en 1928, este órgano de 9,50 metros de altura está compuesto por 19 registros, repartidos en 2 manuales y pedalera. En 1947 ya mostraba signos de fatiga, debido a su transmisión electroneumática poco fiable. En 1985, el ayuntamiento quiso restaurar su instrumento, sin éxito. Actualmente se encuentra en estado de ruina.
Aquí está su composición. :
| gran órgano    | narrativa expresiva | Pedal        |
| -------------- | ------------------- | ------------ |
| Abejorro 16'   | Cuerno Nocturno 8'  | bajo de 16'  |
| reloj de 8'    | Flauta armónica 8'  | Octava 8'    |
| Abejorro 8'    | Gamba 8'            | fagot de 16' |
| Violonchelo 8' | Voz Celestial 8'    |              |
| Realizando 4'  | Flauta Octavio 4'   |              |
| Nasard 2 2/3   | Abastecimiento III  |              |
|                | fagot de 16'        |              |
|                | Trompeta 8'         |              |
|                | Fagot-Oboe 8'       |              |
|                | Corneta 4'          |              |

## Galería de fotos

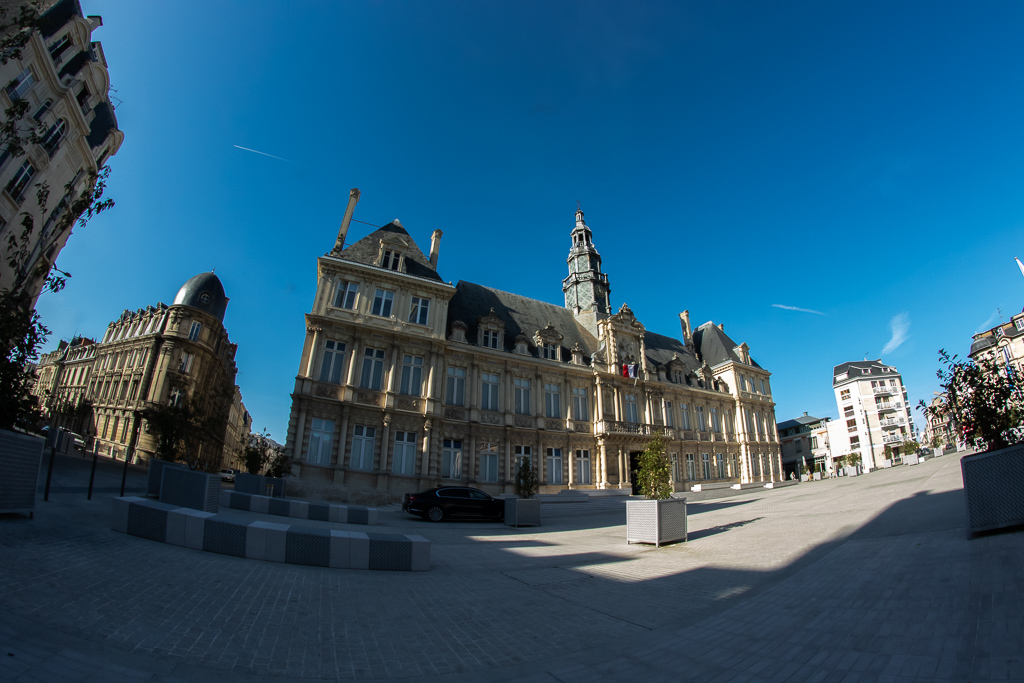
Fachada del ayuntamiento.
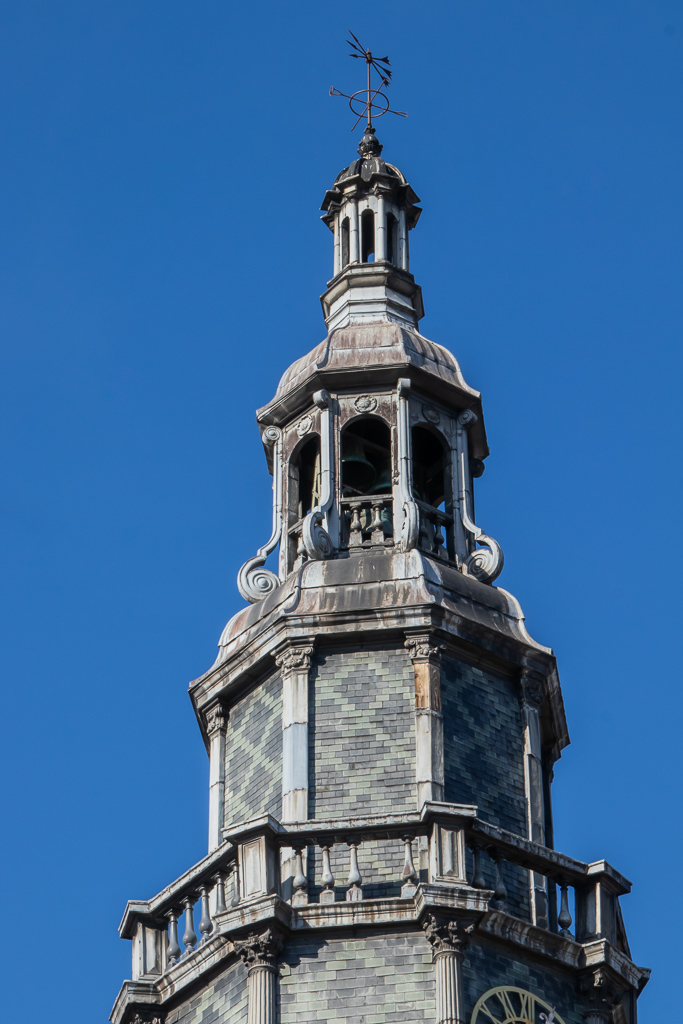
La torre del ayuntamiento.
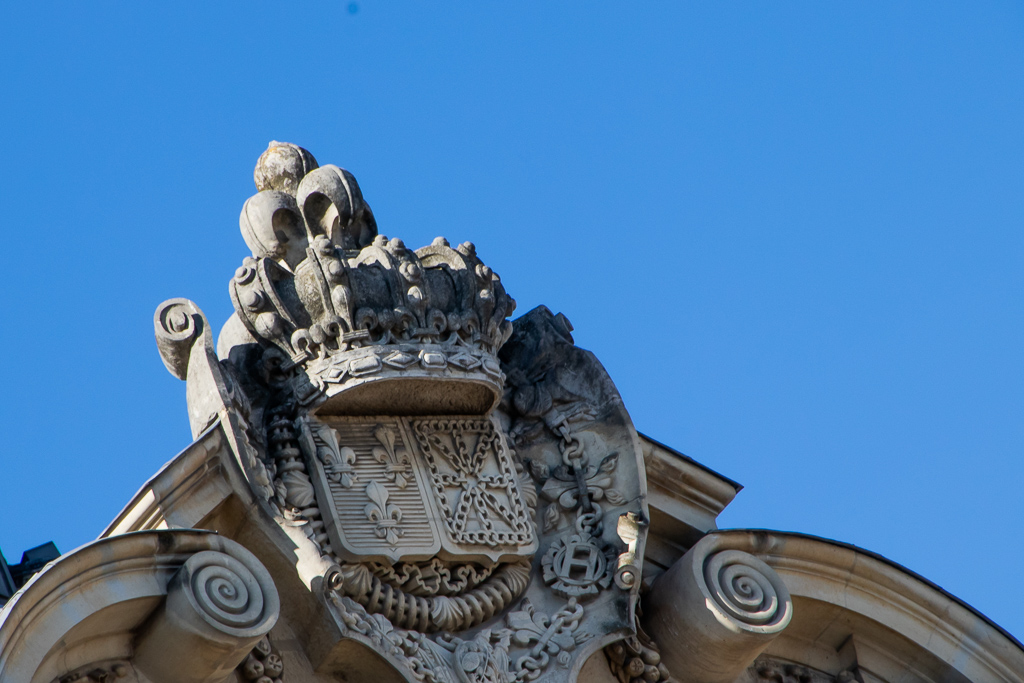
Escultura de fachada.

### enlaces externos
- web del ayuntamiento

- Datos: Q3146178
- Multimedia: Hôtel de ville de Reims / Q3146178